# Seznam brněnských tramvají pojmenovaných po osobnostech
Seznam brněnských tramvají pojmenovaných po osobnostech představuje přehled všech tramvají, jež se Dopravní podnik města Brna rozhodl pojmenovat po některé z osobností. Patronem vozu je navíc zpravidla jedna z brněnských městských částí, popřípadě samotné město.
| Osobnost               | Patronát               | Typ tramvaje | Evidenční číslo vozu | Fotografie vozu | Datum pojmenování | Odkaz na Commons                                        |
| ---------------------- | ---------------------- | ------------ | -------------------- | --------------- | ----------------- | ------------------------------------------------------- |
| Emil Boček             | Bystrc                 | Škoda 13T    | 1932                 |                 | 22. prosince 2016 | Kategorie „Tram 1932 (Brno)“ na Wikimedia Commons       |
| Vlastimil Bubník       | Medlánky               | Škoda 13T    | 1941                 |                 | 22. prosince 2016 | Kategorie „Tram 1941 (Brno)“ na Wikimedia Commons       |
| Jindřich Čoupek        | Komín                  | Škoda 13T    | 1937                 |                 | 22. prosince 2016 | Kategorie „Tram 1937 (Brno)“ na Wikimedia Commons       |
| Armin Delong           |                        | VarioLF2     | 1093                 |                 | 9. března 2018    | Kategorie „Tram 1093 (2009, Brno)“ na Wikimedia Commons |
| Konrád Dubský          | Vinohrady              | Škoda 13T    | 1947                 |                 | 22. prosince 2016 | Kategorie „Tram 1947 (Brno)“ na Wikimedia Commons       |
| Bohuslav Fuchs         | město Brno             | Škoda 13T    | 1930                 |                 | 6. října 2016     | Kategorie „Tram 1930 (Brno)“ na Wikimedia Commons       |
| Jan Gajdoš             | Židenice               | Škoda 13T    | 1949                 |                 | 22. prosince 2016 | Kategorie „Tram 1949 (Brno)“ na Wikimedia Commons       |
| Nataša Gollová         | Střed                  | Škoda 13T    | 1946                 |                 | 22. prosince 2016 | Kategorie „Tram 1946 (Brno)“ na Wikimedia Commons       |
| Karel Höger            | Královo Pole           | Škoda 13T    | 1938                 |                 | 22. prosince 2016 | Kategorie „Tram 1938 (Brno)“ na Wikimedia Commons       |
| Jan Hruška             | Řečkovice a Mokrá Hora | Škoda 13T    | 1942                 |                 | 22. prosince 2016 | Kategorie „Tram 1942 (Brno)“ na Wikimedia Commons       |
| Viktor Kamil Jeřábek   | Maloměřice a Obřany    | Škoda 13T    | 1940                 |                 | 22. prosince 2016 | Kategorie „Tram 1940 (Brno)“ na Wikimedia Commons       |
| Dušan Samo Jurkovič    | Žabovřesky             | Škoda 13T    | 1948                 |                 | 22. prosince 2016 | Kategorie „Tram 1948 (Brno)“ na Wikimedia Commons       |
| Bohumil Konicer        | Bohunice               | Škoda 13T    | 1931                 |                 | 22. prosince 2016 | Kategorie „Tram 1931 (Brno)“ na Wikimedia Commons       |
| Alfred Löw-Beer        | Sever                  | Škoda 13T    | 1943                 |                 | 22. prosince 2016 | Kategorie „Tram 1943 (Brno)“ na Wikimedia Commons       |
| Vladimír Menšík        | Černovice              | Škoda 13T    | 1933                 |                 | 22. prosince 2016 | Kategorie „Tram 1933 (Brno)“ na Wikimedia Commons       |
| Alfred Regner          | Jundrov                | Škoda 13T    | 1935                 |                 | 22. prosince 2016 | Kategorie „Tram 1935 (Brno)“ na Wikimedia Commons       |
| královna Eliška Rejčka | Starý Lískovec         | Škoda 13T    | 1945                 |                 | 22. prosince 2016 |                                                         |
| Erich Roučka           | Slatina                | Škoda 13T    | 1944                 |                 | 22. prosince 2016 | Kategorie „Tram 1944 (Brno)“ na Wikimedia Commons       |
| František Šikula       | Kníničky               | Škoda 13T    | 1936                 |                 | 22. prosince 2016 | Kategorie „Tram 1936 (Brno)“ na Wikimedia Commons       |
| Ludvík Štěpán          | Jih                    | Škoda 13T    | 1934                 |                 | 22. prosince 2016 | Kategorie „Tram 1934 (Brno)“ na Wikimedia Commons       |
| Josef Trávníček        | Líšeň                  | Škoda 13T    | 1939                 |                 | 22. prosince 2016 | Kategorie „Tram 1939 (Brno)“ na Wikimedia Commons       |